# Strömbadet

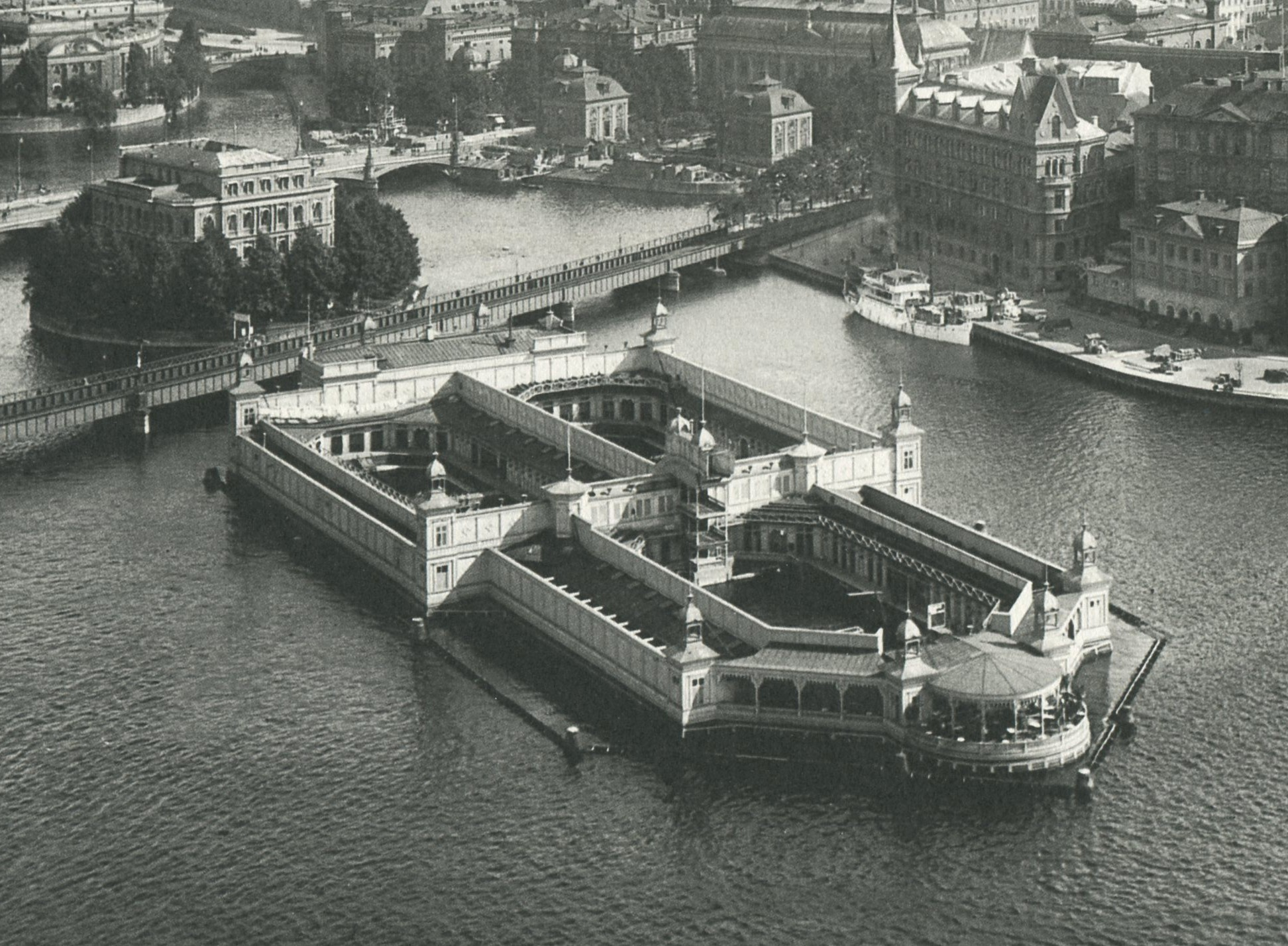
Les Strömbadet en 1925.

Les Strömbadet sont un ensemble de bains publics installés sur la rivière Norrström à Stockholm.

## Histoire
De style néo-Renaissance, ils ont été créées en 1884 et sont l'œuvre des frères Axel et Hjalmar Kumlien. Ils comprenaient trois bassins ; le plus long de 33,33 mètres. Ils étaient prévus pour accueillir jusqu'à 70 000 baigneurs par an (écoliers non compris). Ils ont fermé en 1936.

## Référence
- (sv) Cet article est partiellement ou en totalité issu de l’article de Wikipédia en suédois intitulé « Strömbadet, Stockholm » (voir la liste des auteurs).